# Neopeltopsis pectinipes
Neopeltopsis pectinipes is een eenoogkreeftjessoort uit de familie van de Peltidiidae. De wetenschappelijke naam van de soort is voor het eerst geldig gepubliceerd in 1976 door Hicks.